# Beleg van Naarden (1673)
Het Beleg van Naarden vond plaats tussen 6 en 13 september 1673 tijdens de Hollandse Oorlog. Het Nederlandse leger onder leiding van Willem III van Oranje-Nassau trachtte het door de Fransen bezette Naarden te heroveren.

## Aanloop
Toen de Fransen eind augustus de Duitse stad Trier begonnen te belegeren bleek al snel dat men een tekort aan manschappen had. De Franse koning Lodewijk XIV vulde dit tekort aan met cavaleristen die in de Republiek gelegerd waren. Door het vertrek van de enkele duizenden ruiters lag er een mogelijkheid voor prins Willem III van Oranje-Nassau om een tegenaanval te lanceren op de Franse bezettingsmacht.
Het was lange tijd onduidelijk wat het doel zou worden van het Nederlandse leger. Het Nederlandse leger voerde enkele schijnaanvallen uit op de plaatsen Grave en Zaltbommel. Hierdoor lokte men de Hertog van Luxemburg met zijn leger richting Tiel om zijn front te beschermen. Door deze Franse troepenverplaatsing lag de weg voor de Prins van Oranje naar het bezette Naarden open.

## Beleg
In de eerste dagen van september werden via vele uitleggers de Hollandse troepen over de Hollandse Waterlinie richting Naarden gebracht. Op 6 september waren er 25.000 soldaten voor de muren van de vesting samengebracht. Al op de eerste dag kwam het tot een treffen tussen de twee partijen. De Franse commandant had 600 soldaten erop uitgestuurd om hout te kappen voor pallisades. Deze soldaten werden direct aangevallen en vele werden gevangengenomen door Godard van Reede.
De dagen daarop bulderden de Hollandse kanonnen. Hierdoor waren er een paar stevige bressen in de vesting geslagen. Op 11 september ging het Nederlandse leger in de aanval. Onder leiding van het regiment mariniers van kolonel Palm begon de aanval. Palm wist de tussengelegen ravelijn met succes te veroveren. Toen men de volgende dag in de aanval wilde overgaan stuurde de Franse commandant een onderhandelaar naar buiten. De overgave werd bedongen en op 13 september marcheerde het Hollandse leger Naarden binnen.

## Nasleep
De herovering van Naarden werd in de Republiek uitgebreid gevierd. Het was het eerste wapenfeit wat de Hollanders op land hadden weten te winnen. De Franse stemming sloeg wel om. De minister François-Michel le Tellier was verbolgen onder het nieuws en noemde de opstelling van Dupas "laf". Tevens liet het verlies van Naarden zien dat het front voor de Fransen te lang was geworden om nog goed te kunnen verdedigen. Door deze constatering begonnen de Fransen in november 1673 met het ontruimen van de Republiek.

## Bronnen

Beleg en overgave van Naarden uit Lambert van den Bos.